# Тшидник-Дужий (гміна)
Гміна Тшидник-Дужи (пол. Gmina Trzydnik Duży) — сільська гміна у східній Польщі. Належить до Крашницького повіту Люблінського воєводства.
Станом на 31 грудня 2011 у гміні проживало 6818 осіб.

## Площа
Згідно з даними за 2007 рік площа гміни становила 104.73 км², у тому числі:
- орні землі: 87.00%
- ліси: 7.00%

Таким чином, площа гміни становить 10.42% площі повіту.

## Населення
Станом на 31 грудня 2011:
| Опис     | Загалом | Загалом | Чоловіки | Чоловіки | Жінки | Жінки |
| -------- | ------- | ------- | -------- | -------- | ----- | ----- |
| одиниця  | осіб    | %       | осіб     | %        | осіб  | %     |
| все      | 6818    | 100     | 3427     | 50.26    | 3391  | 49.74 |
| міське   | 0       | 100     | 0        |          | 0     |       |
| сільське | 6818    | 100     | 3427     | 50.26    | 3391  | 49.74 |

## Сусідні гміни
Гміна Тшидник-Дужи межує з такими гмінами: Дзешковіце, Ґошцерадув, Крашник, Поток-Велькі, Шастарка, Заклікув.